# Canal de Hagneck
Le canal de Hagneck, appelé en allemand Hagneckkanal, est un canal situé en Suisse dans le Seeland qui détourne l'Aar depuis Aarberg jusqu'au lac de Bienne, à Hagneck. Les eaux, contrôlées par un barrage, se jettent dans le lac, après avoir passé les turbines de l'usine électrique au fil de l'eau de Hagneck, appartenant aux Forces motrices bernoises.

## Histoire
Le canal a été creusé lors des travaux de la première correction des eaux du Jura. Auparavant, l'Aar passait par Aarberg et Büren, à environ sept ou huit kilomètres sur l'est du lac de Bienne. À cette confluence se formaient des barrages avec les alluvions de l'Aar et donc des inondations dans le Seeland, par montée des eaux de la Thielle puis du Lac de Bienne. Le canal de Hagneck a été creusé entre Aarberg et le lac de Bienne afin que toutes les alluvions et les débris charriés par l'Aar se déversent dans le lac de Bienne, limitant ainsi les perturbations dans le lit de l'Aar. Les travaux ont débuté en 1873, et se sont achevés en 1878.

## Inauguration
L'inauguration du canal était prévu le 17 août 1878 au cours d'une cérémonie. Les eaux de l'Aar étaient maintenues dans son cours par un barrage provisoire devant le canal, cependant au cours de la nuit précédant la cérémonie, le barrage céda et l'Aar inonda ce canal. Les invités arrivèrent à la cérémonie avec un canal déjà rempli.

## Situation actuelle
Le canal de Hagneck est un élément essentiel de la gestion hydraulique dans le Seeland. Le canton de Berne a mandaté une étude afin de juger de son état, à cause des inondations de 1999 et 2005. Cette étude estime que le canal doit être remis en état, en particulier les digues qui sont devenues perméables.
Entre 2006 et 2015, le canal et les centrales hydrauliques qui y sont liées (Kallnach, Niederried-Radelfingen, Aarberg et Hagneck) ont été assainis et modernisés, ce qui a permis non seulement une augmentation sensible de la production d'électricité et une meilleure protection contre les crues, mais aussi des revalorisations significatives pour la nature et le paysage. Cela a incité la Fondation suisse pour la protection et l'aménagement du paysage (FP) à nommer Paysage de l'année 2017 le paysage d’infrastructures énergétiques du canal de Hagneck en tant que modèle de coexistence entre une exploitation intensive et des éléments de grande valeur écologique.

## Source
- [PDF] Daniel L.Vischer, Histoire de la protection contre les crues en Suisse, Rapports de l'OFEG, Séries Eaux, 2003.